# AfroCROWD
AfroCrowd (stilizirana kao AfroCROWD) je inicijativa za stvaranje i poboljšanje informacija o crnačkoj kulturi i povijesti na Wikipediji. Projekt sa sjedištem u New Yorku osnovala je Alice Backer 2015.

## Osnivanje
Neki promatrači su primijetili nedostatak sadržaja koji se odnosi na povijest podsaharske Afrike na Wikipediji. 2015. godine odvjetnica Alice Backer osnovala je AfroCROWD. Backer je pokrenula AfroCROWD kako bi "ispravila nedostatak članaka na Wikipediji o povijesti crnaca i kulturi crnaca." Prema njoj, cilj projekta je "pružiti ljudima u boji mogućnosti da rade više od sudjelovanja i konzumiranja društvenih mreža."

## Strategije i taktike
AfroCROWD ugošćuje uređivačke maratone (engl. mn. editoni) i razgovore širom gradskog područja New Yorka. Udružili su se s drugim organizacijama poput Haitske kulturne razmjene i Instituta za haićanski kreolski jezik kako bi bili domaćini tih događaja.
Srodna organizacija za Afro-Crowd je Black Lunch Table.